# آن دوني
آن دوني (بالإنجليزية: Anne Downie)‏ هي كوميدية ارتجالية وممثلة بريطانية، ولدت في 1939.

## أعمال

### أفلام
- (2013) ماري ملكة إسكتلندا (فيلم)[1]

## وصلات خارجية
- آن دوني على موقع IMDb (الإنجليزية)
- آن دوني على موقع قاعدة بيانات الفيلم (الإنجليزية)